# Олтушское
О́лтушское (О́лтуш; бел. О́лтушскае, О́лтуш) — озеро в Малоритском районе Брестской области Беларуси. Относится к бассейну реки Малорита.

## Описание
Озеро Олтушское располагается в 13 км к юго-западу от города Малорита. На северо-западном берегу находится деревня Ланская, на юго-восточном — агрогородок Олтуш. Высота водного зеркала над уровнем моря — 158,5 м.
Площадь поверхности озера составляет 2,2 км², длина — 2,6 км, наибольшая ширина — 1 км. Длина береговой линии — 8,3 км. Наибольшая глубина — 3,1 м, средняя — 0,9 м. Объём воды в озере — 2,1 млн м³. Площадь водосбора — 302 км².
Озеро расположено в болотистой местности, кое-где поросшей кустарником. Котловина подпрудного типа, вытянутая с юго-запада на северо-восток. Склоны и берега низкие, заболоченные. Береговая линия относительно ровная. Дно плоское, сапропелистое. На востоке у берега присутствует участок, покрытый опесчаненными отложениями.
Сапропель покрывает 79 % озёрной чаши. Его запасы составляют 7,8 млн м³, из которых 5,2 млн относятся к органическому типу, 2,6 млн — к смешанному. Средняя мощность отложений составляет 4,5 м, максимальная — 9,6 м. Естественная влажность — 93 %, зольность — 32 %, водородный показатель — 6,6. Содержание в сухом остатке: азота — 3,4 %, окислов железа — 7,5 %, алюминия — 2,2 %, магния — 0,6 %, кальция — 2,4—11,7 %, калия — 0,1 %, фосфора — 0,6 %. Сапропель может использоваться в качестве лечебной грязи или минерального удобрения, применяться для буровых работ, мелиорационных нужд или производства строительных материалов.
Водоём эвтрофный. Минерализация воды составляет 140 мг/л, прозрачность — 0,8 м, цветность — 35—40°. Через систему мелиорационных каналов озеро Олтушское связано с озером Ореховское и другими водоёмами бассейна Малориты.
Озеро сильно зарастает подводной растительностью: рдестами, телорезом, элодеей, харовыми водорослями. Ширина полосы надводной растительности составляет 80—100 м.
В воде обитают лещ, щука, окунь, линь, карась, плотва. Озеро зарыблялось американским сомиком.